# Nagy Aton-templom
A nagy Aton-templom (Per-Aton-em-Ahet-Aton, „A Napkorong háza Ahet-Atonban”) a legnagyobb azok közül a templomok közül, melyeket Ehnaton fáraó építtetett Aton tiszteletére, akinek kultuszát igyekezett kizárólagossá tenni. A templom, mely az Ehnaton által építtetett új főváros, Ahet-Aton központi épülete, a korábbi egyiptomi templomépítészet számos hagyományával szakított. A templom egyetlen név szerint ismert főpapja Meriré.
Ahet-Atonban állt egy másik jelentős templom is, a kis Aton-templom, valamint kisebb kultuszhelyek is (Maru-Aton, Kom el-Nana).
Koordináták: é. sz. 27° 39′ 03″, k. h. 30° 53′ 52″27.650833°N 30.897778°E

## Története
A templom belső kápolnája a királyi palotával együtt egyike volt a város elsőként felépített épületeinek. Maga a kápolna azon a helyen épült fel, ahol Ehnaton uralkodása ötödik éve nyolcadik havának tizenharmadik napján áldozatot mutatott be Atonnak, kijelölve a területet a felépítendő város színhelyéül Ezután Ehnaton uralkodásának hatodik és kilencedik éve között épült fel a templomkerület külső fala, a templom többi épület és a korábbi kápolnát felváltó szentély.
Az épület meglehetősen gyorsan épült fel, nagyrészt kisebb téglákból. Emiatt miután Ehnaton meghalt, és a várost elhagyták, a templom építőelemeit könnyen szét tudták hordani más építkezésekhez. Több kőtömbjei hermopoliszi ásatásoknál került elő. Lerombolásának nagy részét feltehetőleg Horemheb uralkodása alatt végezték. A templom területének túlnyomó részén ma modern kori temető helyezkedik el.
Az Amarna-kor lezárultával az egyiptomi templomépítészet visszatért a hagyományokhoz, hasonló templomok nem épültek többé.

## Felépítése
A templomkomplexum a város legmagasabb épülete volt – a templomkörzetet körülvevő vályogfal 760×290 méteres területet zárt közre. A nyitott terek túlsúlya miatt a terület szinte üresnek hatott. A templom kelet-nyugati tájolású; bejárata nyugat felé, a város főútjára nyílt. Ezen áthaladva keskeny oszlopcsarnok következett, a Per-Hai („az örvendezés háza”). Ezután hat, egyre kisebbedő nyitott udvar követte egymást, közülük a legutolsó volt a Gem-pa-Aton („a Napkorong megtaláltatott”), melynek közepén hatalmas oltár állt. A komplexumot minden oldalról 365 vályogból épített oltár vette körül, feltehetőleg a napév 365 napjának megfelelően. Ellentétben más templomokkal, ahol nyitott udvarokon át haladva vezetett az út az egyre sötétebb szentély felé, a nagy Aton-templomban az árnyékos oszlopcsarnokból lehet kijutni a fényre.
A templomkörzeten belül kb. 350 méterrel északabbra újabb templom helyezkedett el, a Hut-benben, melyhez szfinxekkel szegélyezett út vezetett. Ez volt Aton kultuszának központja, a legszentebb hely. Oltára emelvényen állt, egy hatalmas kvarcitsztélé és a fáraó kolosszusa előtt. A sztélének csak töredékei maradtak fenn, de feltételezhető, hogy hasonlított egy másik sztéléhez, melyet Héliopoliszban nagyrészt épen találtak meg, és mely Ehnatont, Nofertitit és Meritatont ábrázolja, amint leborulnak Aton előtt, valamint az alsó regiszterben különböző tisztségviselőket, akik ugyanezt teszik.
A templomkörzetben volt még továbbá több kisebb kápolna, melyet eredetileg Kiának, Ehnaton másik feleségének szenteltek, később azonban Ehnaton lányaié lettek, valamint egy mészárszék. Emögött, észak felé állt az ún. Idegen adók csarnoka.
A sietős munka ellenére nagy gondot fordítottak a templom díszítésének kidolgozására. A templom jelenetei, melyeket nagyrészt mészkőborításba faragtak, a királyi családot ábrázolják, amint Atonnak áldoznak, vagy más tevékenységeiket folytatják.
Rámutattak, hogy Ahet-Aton területe, melyet az ún. határkősztélék jelöltek ki, Aton nagy temploma alaprajzának a felnagyított változata, és a nagy templom központjának – a szentélynek, melyben a benben-kő áll – az a hely felel meg, ahol a királysír helyezkedett el a sziklák között. A sír egyébként épp annál a sziklahasadéknál helyezkedett el, ahol a nap keleten felkelt, így kifejezhette a fáraónak azt a törekvését, hogy minden napfelkeltekor a nappal együtt újjászülethessen.
A templom körül helyezkedtek el a hozzá tartozó hivatalok, raktárak, pékségek és egyéb épületek, mint az a cseréptöredékekből látszik.

## Feltárása
Az első ásatásokat William Flinders Petrie végezte, majd asszisztense, Howard Carter ásatott a szentély környékén. A teljes feltérképezést John Pendlebury végezte el 1935-ös ásatásai idején. Az Egypt Exploration Society Amarna Survey programja keretében többször is visszatértek a területre és pontosítottak a térképeken.